# S/2004 S 3
S/2004 S 3 är en kandidat till att bli officiellt registrerad som måne till Saturnus.
Den upptäcktes på bilder från rymdsonden Cassini och den verkar befinna sig i strax bortom F-ringen. Det verkar som om den agerar som en herdemåne åt den yttre delen av F-ringen. 
En annan måne, S/2004 S 4, siktades strax efter men den befann sig inuti F-ringen. Eftersom det är osäkert huruvida en måne verkligen kan korsa en ring så antar man att det rör sig om två separata månar, men man kan inte utesluta att det rör sig om en och samma måne.
Dessutom så kan man heller inte utesluta att det rör sig om en tillfällig klump, bestående av ringmaterial.